# Наше будущее (фонд)
Фонд региональных социальных программ «Наше будущее» — некоммерческая организация, декларирующая своей целью развитие социального предпринимательства в России. Фонд основан в 2007 году президентом и совладельцем нефтяной компании «Лукойл» Вагитом Алекперовым. Штаб-квартира расположена в Москве. Директором фонда является Наталия Зверева.
По состоянию на февраль 2022 года фонд, по собственным данным, оказал поддержку более чем 350 проектам социального предпринимательства, располагавшимся в 59 регионах России, на их реализацию было выделено в виде беспроцентных займов 860 миллионов рублей. Среди основных инфраструктурных проектов фонда: конкурсы для социальных предпринимателей, Лаборатория социального предпринимательства, программа «Больше, чем покупка!», открывающая продукции социальных предпринимателей дорогу в торговые сети, премия «Импульс добра». Помимо финансовой и организационной помощи, фонд предоставляет социальным предпринимателям правовую, консультационную и информационную поддержку. 75 % предпринимателей, с которыми работает фонд — женщины, что соотносится с общей картиной распределения социально-предпринимательских инициатив среди населения России.
Фонд «Наше будущее» является членом Asian Venture Philanthropy Network (AVPN). В 2020 году фонд занял 3 место в рейтинге Forbes среди лучших благотворительных фондов богатейших россиян.
По словам Вагита Алекперова, принадлежащие ему акции компании «Лукойл» он завещал фонду «Наше будущее».

## Основание
Фонд был создан в 2007 году по инициативе российского бизнесмена Вагита Алекперова, который после его создания пригласил Наталию Звереву быть директором фонда. Декларируемые цели — реализация долгосрочных социально значимых программ и проектов, работающих на принципах социального предпринимательства. По мнению РБК, Фонд «Наше будущее» стал одним из первых частных фондов в России, помогающих в создании собственного бизнеса инвалидам, многодетным семьям, воспитанникам детских домов и прочим социально незащищённым категориями населения.

## Деятельность

### Конкурсы
С 2008 года Фонд проводит всероссийский конкурс проектов «Социальный предприниматель», в ходе которого производится отбор социальных проектов для оказания адресной финансовой помощи. Первым проектом социального предпринимательства, получившим поддержку фонда, стала компания «Доспехи», занимающаяся производством ортопедических систем для людей с повреждением спинного мозга — им в поддержку было выделено 9,5 млн рублей (4 млн перечислены безвозмездно, 5,5 млн даны в форме беспроцентного займа на оборотные средства сроком на два года). На 2022 год конкурс работает 15 лет, за это время в нём выиграли денежные беспроцентные займы более 350 проектов из 59 регионов России на общую сумму свыше 860 миллионов рублей. С 2018 года минимальная величина предоставляемого займа была увеличена с 500 тысяч до 2 миллионов рублей, а предприниматели, впервые участвующие в конкурсе, смогли претендовать на займы до 10 миллионов рублей, наравне с победителями прошлых лет. Одновременно максимальный срок погашения займа вырос с 7 до 10 лет. Также в 2018 году фонд объявил о выделении в рамках конкурса социально-преобразующим проектам беспроцентных займов в размере от 10 до 40 млн рублей с грейс-периодом до 3 лет.
С 2021 года Фонд поддерживает грантовую программу Минэкономразвития России, предоставляя займы проектам, отобранным по результатам конкурса софинансирования проектов субъектов малого и среднего предпринимательства, признанных социальными предприятиями.
Фонд также оказывает поддержку социальным предпринимателям по разработке и продвижению на рынок франшизы их социального бизнеса. В настоящее время поддержку в разработке франшизы получили: сеть оздоровительных детских садов полного дня «Ступеньки», мастерские по ремонту инвалидных колясок «Обсервер», сеть художественных центров для детей и взрослых «Чудеево», сеть гериатрических центров «Опека», круглосуточная служба социальной помощи инвалидам и пожилым людям «Система Забота», инклюзивная программа для детей и молодежи «Новый город „Дружный“».
С 2015 года фонд «Наше будущее» и МСП Банк поддерживали всероссийский конкурс проектов в области социального предпринимательства «Лучший социальный проект года», организованный Российским государственным социальным университетом совместно с Министерством экономического развития РФ. В апреле 2023 года инициатива была продолжена в виде конкурса «Мой добрый бизнес», вновь учреждённого фондом «Наше будущее», Минэкономразвития и Государственным университетом управления.
В сентябре-октябре 2022 года фонд провёл конкурс на разработку знака отличия «социальный предприниматель», аналогичного Российскому знаку качества. По итогам конкурса был выбран логотип в виде букв «С» и «П», вместе образующих «сердце».

### Премия и фестиваль «Импульс добра»
Ежегодно Фонд вручает премию «Импульс добра» за вклад в развитие и продвижение социального предпринимательства в России. Премия учреждена в 2011 году с целью поощрения лучших отечественных социальных предпринимателей и привлечения внимания государства к вопросам развития социального предпринимательства на территории России.
Первое награждение состоялось в 2012 году. Премия присуждается в шести основных номинациях:
1. За личный вклад в развитие социального предпринимательства (награждается физическое лицо)
2. За системный подход к социальному предпринимательству (физическое или юридическое лицо)
3. За лучшую корпоративную программу по развитию социального предпринимательства (юридическое лицо)
4. За лучшую региональную программу поддержки социального предпринимательства (субъект Российской Федерации) — номинация учреждена Министерством экономического развития России
5. За лучшее освещение социального предпринимательства средством массовой информации (награждается СМИ)
6. За лучшую российскую образовательную программу в сфере социального предпринимательства (образовательное учреждение)

В 2015 году была введена спецноминация «За личный вклад в развитие социального предпринимательства в сфере культуры». Победителями в ней становились актёры: Евгений Миронов (2015), Константин Хабенский (2016), Егор Бероев и Ксения Алфёрова (2017), Сергей Безруков (2018). В 2019 году номинация не вручалась.
В 2018 году премия вручалась в номинации — «За лучший проект социального предпринимательства в сфере цифровой экономики» (для физического или юридического лица). На седьмой церемонии вручения премии «Импульс добра» 4 октября 2018 состоялось подписание соглашения между фондом «Наше будущее» и Фондом поддержки социальных проектов. В том же году премия «Импульс добра» заняла первое место на церемонии Eventiada IPRA GWA в номинации «Лучший проект в области KCO».
В 2019 году премия вручалась в новой номинации «Лучший стартап в сфере социального предпринимательства», а также в спецноминации «За первый выпуск зеленых облигаций в России». С принятием в России закона о социальном предпринимательстве организаторами премии был зафиксирован рост числа заявок на её получение: 332 против 230 годом ранее.
Гости церемонии имеют возможность посетить ставшую традиционной выставку инновационных проектов социальных предпринимателей.
В связи с пандемией COVID-19, было принято решение не проводить церемонию вручения премии «Импульс добра» в 2020 году. По тем же причинам следующее вручение премии состоялось в онлайн-формате, 27 октября 2021 года. На премию было подано более 200 заявок. В 2022 году премия вручалась в номинациях: «Лучший социальный предприниматель России», «Открытие года», «Лучший регион для социального предпринимательства», «Амбассадор социального предпринимтательства» (с подноминациями «Инфлюенсер», «Компания-лидер», СМИ, «Представитель государственной власти», «Образование»). По собственным данным фонда, в 2022 году было подано 436 заявок — больше чем когда-либо ранее, призовой фонд был увеличен на 30 %, до 4,2 млн рублей. Церемония вручения премии состоялась в конце мая 2022 года, в нарушение сложившейся традиции осеннего награждения.
С 2023 года премия вручается в рамках одноимённого фестиваля. На премию 2023 года было подано 355 заявок, объявленный призовой фонд составил 3,75 млн рублей. В 2024 году на премию было подано 565 заявок, организаторы фестиваля «Импульс добра» объявили о соответствии мероприятия концепции тройного критерия — «триединство: люди, прибыль и планета».
Очередная церемония вручения состоялась 27 мая 2025 года. Организаторами было получено 515 заявок от соискателей. Премия была присуждена в шести номинациях, а её призовой фонд составил 6,8 млн рублей.
С момента учреждения премии по 2025 год включительно её были удостоены 133 лауреата более чем из 20 регионов России.
По мнению доктора экономических наук В. Ю. Кульковой, номинация «За лучшую региональную программу поддержки социального предпринимательства» премии «Импульс добра» может использоваться для официального признания прогрессивных региональных практик в области развития социального предпринимательства в России.

### Антикризисная поддержка
Средства, сэкономленные из-за отмены церемонии вручения премии «Импульс добра» в 2020 году, Фонд направил на адресную поддержку 40 наиболее пострадавших от последствий пандемии социальных предприятий, из числа тех, которым поддержка уже оказывалась ранее. Поддержка оказывается в форме грантов или выкупа продукции, которая затем направляется на благотворительные нужды. Всего на эти цели было выделено 11,7 миллионов рублей.
Фонд также объявил об отсрочке сроком на 6 месяцев по возврату ранее выданных займов для добросовестных заёмщиков, деятельность которых оказалась приостановлена в результате пандемии.

### «Больше, чем покупка!»
Для продвижения товаров российских социальных предпринимателей в 2014 году Фонд «Наше будущее» совместно с компанией «Лукойл» запустил проект «Больше, чем покупка!».
Проект запущен в форме конкурса, победители которого получают возможность реализовывать свои товары преимущественно в магазинах сети автозаправочных станций «Лукойл» в большей части регионов России.
В магазинах первых двух АЗС сразу после старта программы в январе 2014 года можно было приобрести валенки, войлочные сумки, подушки-трансформеры, скатерти, полотенца, фермерские молочные продукты, сувениры и другую продукцию, произведённую социальными предприятиями «Весёлый войлок», «Мастерская Черниковых», «Помогать легко!», «Наивно? Очень». Весь реализуемый товар имеет специальную маркировку. Ассортимент меняется в зависимости от спроса.
К концу 2014 года эксперимент был признан успешным, и число заправок, в торговых залах которых были размещены стенды с изделиями социальных предпринимателей, было увеличено до 42 (в целом по России).
К концу 2016 года, по сведениям самого фонда, к проекту «Больше, чем покупка!» было подключено 134 заправки в 14 регионах России. В перспективе планируется расширять данную практику и подключить к проекту более 3000 заправочных станций по всей стране.
В мае 2017 года проект «Больше, чем покупка!» был удостоен всероссийской премии «Благое дело», учреждённой общественной организацией предпринимателей «Деловая Россия», в специальной номинации «За поддержку социальных предпринимателей».
По состоянию на 2019 год продукция бренда «Больше, чем покупка» реализуется на 1550 точках продаж в 55 регионах России, в проекте были заняты 55 поставщиков и представлены 250 наименований товаров.
В 2020 году, с целью создания инфраструктуры рынка сбыта продукции социальных предпринимателей через интернет, фонд «Наше будущее» подписал соглашение с интернет-платформой «Ярмарка Мастеров», крупнейшей площадкой продукции ручной работы малых предприятий, индивидуальных предпринимателей и самозанятого населения.
Во время пандемии COVID-19 проект наладил выпуск одноразовых медицинских масок и перчаток.
В 2021 году, по собственным данным фонда, в рамках проекта действовало уже около 2 тысяч торговых точек. За год было реализовано товаров на сумму более чем 150 млн рублей, поддержано 35 производителей из числа социальных предпринимателей, в том числе 8 предприятий Всероссийского общества слепых.
В 2022 году программа «Больше, чем покупка!» была признана лучшей в категории «Социальное предпринимательство» на форуме «Лучшие социальные проекты России».
На начало 2023 года продукция проекта «Больше, чем покупка!», помимо АЗС, реализуется в российских гипермаркетах сетей О’кей и Selgros, а также на интернет-платформе Wildberries.

### Лаборатория социального предпринимательства
Лаборатория социального предпринимательства была создана Фондом «Наше будущее» в 2014 году с целью формирования новых инструментов поддержки и развития социального бизнеса в России, с июня 2014 года ведёт образовательную деятельность. Заявленная миссия Лаборатории — помощь в создании и развитии социального бизнеса. Лаборатория проводит бесплатное и платное обучение для начинающих и уже действующих социальных предпринимателей. Видеозаписи бесплатных дистанционных курсов и семинаров размещаются на канале YouTube.
По собственным данным, охват образовательных курсов и вебинаров Лаборатории социального предпринимательства составляет 400 000 человек. С 2014 года прошло 160 вебинаров, 49 курсов и семинаров, обучено 55 тренеров по социальному предпринимательству, 40 экспретов вовлечены в программы лаборатории.
В 2017 году Лаборатория социального предпринимательства победила в номинации «Лучший проект в области корпоративных коммуникаций» и заняла 3-е место в номинации «Лучший общественный проект» международного конкурса коммуникационных проектов Eventiada IPRA GWA 2017.

### Работа с регионами России
В 2012 году фонд оказал содействие развивавшемуся в Вологодской области интересу к социальному предпринимательству, при его содействии 10 социальных проектов Вологодской области получили гранты на развитие.
В феврале 2012 года фонд совместно с министерством экономики и торговли Калмыкии провел в республике конкурс проектов социального предпринимательства «Ярмарка социальных идей», победителям которого предоставили возможность участия во втором туре конкурса «Социальный предприниматель-2012».
Фонд регулярно проводит общероссийские и региональные слёты социальных предпринимателей. Первый общероссийский слёт состоялся 25 апреля 2012 года.
В 2014 году фонд поддержал социальное предпринимательство в Волгоградской области, подписав трехстороннее соглашение между фондом «Наше будущее», Министерством экономики, внешнеэкономической деятельности и инвестиций Волгоградской области и Центром консалтинга и аутсорсинга «Наше будущее», о поддержке социального предпринимательства в этом регионе.
19 марта 2015 года стало известно, что фонд совместно совместно с организацией «Международный форум лидеров бизнеса» подписали соглашение, целью которого является продвижение менторства в социальном предпринимательстве с целью его развития. Целью соглашения является организация и последующее проведение различных совместных мероприятий. Другими целями соглашения является обмен опытом и продвижение инициатив партнера. Для начала результаты соглашения планируется попробовать в совместном проекте в Пермском крае, затем предполагается развернуть сотрудничество в других регионах.
Осенью 2016 года был запущен пилотный проект по развитию социального инвестирования в Югре. Проект стал частью комплексной модели развития социального предпринимательства в Югре, включившей в себя набор нормативных и иных документов, инструментов и механизмов, обеспечивающих развитие и поддержку социальных проектов, взаимодействие предпринимательского сообщества с органами властями. В результате были найдены 30 инвесторов, выразивших готовность профинансировать 8 региональных проектов в сфере социального предпринимательства на общую сумму в 115,6 миллионов рублей.
Фонд «Наше будущее» выступает партнёром Форума социальных инноваций регионов. Второй форум состоялся в Красногорске 8-9 июня 2017 года.
Также в Красногорске, в Доме Правительства Московской области, 16 мая 2018 года состоялся самый крупный всероссийский слёт социальных предпринимателей, ориентированный на социальных предпринимателей — производителей товаров, и на который впервые были приглашены представители ретейла.
18 апреля 2019 года фонд подписал соглашение о сотрудничестве с правительством Ямало-Ненецкого автономного округа. В сентябре 2021 года аналогичное соглашение было подписано с Департаментом предпринимательства и инновационного развития Москвы.
В марте 2022 года очередное соглашение было подписано с Красноярским краевым центром развития бизнеса «Мой бизнес».
В июле 2022 года стало известно об участии экспертов фонда в апробировании и последующей доработке Федерального закона от 13.07.2020 № 189 «О государственном (муниципальном) социальном заказе на оказание государственных (муниципальных) услуг в социальной сфере».
Фонд поддерживает региональные Ассоциации социального предпринимательства (АСП). На август 2022 года подписаны соглашения с АСП Санкт-Петербурга, Красноярского и Краснодарского краёв, Амурской и Астраханской областей, республики Башкортостан.
Летом 2023 года фондом были подписаны полноформатные договоры о сотрудничестве с правительствами Тамбовской и Вологодской областей.

### Сотрудничество с крупным бизнесом и госструктурами
В июле 2013 фонд подписал соглашение о поддержке социального предпринимательства совместно с организацией «Опора России» и банком «УРАЛСИБ».
В мае 2015 фонд совместно с компанией «Норникель» принял участие в доработке 15 бизнес-проектов, целью которых является устранение социальных проблем обитателей Заполярья.
В конце 2017 года были подведены итоги первого грантового конкурса «Действуй без границ» — совместного проекта пивоваренной компании «Балтика», ставшей инициатором комплексной программы поддержки инвалидов, и фонда «Наше будущее», выступившего организатором конкурса. Среди начинающих социальных предпринимателей финансовую поддержку получили 9 проектов из 6 регионов России на общую сумму свыше 3,4 млн рублей. Среди действующих предпринимателей финансовую поддержку получили 7 проектов из 7 регионов России на общую сумму свыше 2,7 млн рублей. Помимо грантовой поддержки, в рамках программы проводится тематическая Онлайн-школа социального предпринимательства для обучения начинающих предпринимателей созданию и развитию социального бизнеса, направленного на поддержку людей с инвалидностью.
В апреле 2019 года фонд «Наше будущее» и крупнейшая российская нефтехимическая компания «Сибур» запустили совместную комплексную программу поддержки и развития социального предпринимательства в Тобольске и Тобольском районе. Программа проходила в виде грантового конкурса среди социальных предпринимателей региона и продолжалась до конца 2019 года. В дальнейшем «Наше будущее» и «Сибур» продолжали сотрудничество.
В июле 2019 года фонд «Наше будущее» и Корпорация по развитию малого и среднего предпринимательства (Корпорация МСП) заключили партнёрское соглашение, предметом которого стала возможность получения социальными предпринимателями гарантии по займу от Корпорации МСП. Гарантия рассматривается Фондом как дополнительное обеспечение по займу.
На 2022 год фонд выступает за развитие законодательной базы и присвоение социально ориентированным НКО статуса социального предприятия. По словам исполнительного директора фонда Юлии Жигулиной, «это позволит создать основу нового явления — социальной экономики страны».
В сентябре 2022 года был запущен совместный проект фонда «Наше будущее» и Министерства финансов России — акселерационная программа «Аксель. Соцзаказ», для потенциальных исполнителей социального заказа. Задача акселератора — повышение финансовой эффективности негосударственных исполнителей в сфере оказании социальных госуслуг.
В марте 2023 года фонд «Наше будущее», Союз женщин России и Корпорация МСП присоединились к программе Минэкономразвития «Мама-предприниматель», в поддержку предпринимательства для женщин с детьми или находящихся в декретном отпуске.
В марте 2025 года фонд выступил партнёром всероссийского форума для социальных предпринимателей «Бизнес сердцем».

### Образовательная и консультационная деятельность
Фонд «Наше будущее» заключил более 20 соглашений о поддержке социального предпринимательства с высшими учебными заведения России. Среди них:
| №  | регион                | город           | организация                                                              | год  |
| -- | --------------------- | --------------- | ------------------------------------------------------------------------ | ---- |
| 1  | Санкт-Петербург       | Санкт-Петербург | Высшая школа менеджмента СПбГУ                                           | 2010 |
| 2  | Москва                | Москва          | Российский государственный социальный университет                        | 2014 |
| 3  | Нижегородская область | Нижний Новгород | Нижегородский университет им. Н. И. Лобачевского                         | 2014 |
| 4  | Республика Татарстан  | Казань          | Казанский федеральный (Поволжский) университет                           | 2015 |
| 5  | Красноярский край     | Красноярск      | Сибирский федеральный университет                                        | 2015 |
| 6  | Архангельская область | Архангельск     | Северный (Арктический) федеральный университет                           | 2015 |
| 7  | Ставропольский край   | Ставрополь      | Северо-Кавказский федеральный университет                                | 2015 |
| 8  | Белгородская область  | Белгород        | Белгородский государственный национальный исследовательский университет  | 2015 |
| 9  | Новосибирская область | Новосибирск     | Новосибирский государственный университет экономики и управления         | 2015 |
| 10 | Свердловская область  | Екатеринбург    | Уральский федеральный университет имени Б. Н. Ельцина                    | 2015 |
| 11 | Ростовская область    | Ростов-на-Дону  | Северо-Кавказский институт филиал РАНХиГС                                | 2015 |
| 12 | Республика Коми       | Сыктывкар       | Коми республиканская академия гос.службы и управления ГОУВО              | 2016 |
| 13 | Москва                | Москва          | Российский экономический университет им. Г. В. Плеханова                 | 2016 |
| 14 | Москва                | Москва          | Институт Социального проектирования, НИИ ФГБОУ «РЭУ им. Г. В. Плеханова» | 2016 |
| 15 | Ростовская область    | Ростов-на-Дону  | Южный федеральный университет                                            | 2016 |
| 16 | Пермский край         | Пермь           | Пермский государственный национальный исследовательский университет ВШЭ  | 2017 |
| 17 | Иркутская область     | Иркутск         | Иркутский государственный университет                                    | 2017 |
| 18 | Кировская область     | Киров           | Вятский государственный университет                                      | 2018 |
| 19 | Республика Калмыкия   | Элиста          | Калмыцкий государственный университет                                    | 2018 |
| 20 | Краснодарский край    | Сочи            | Сочинский государственный университет                                    | 2018 |
| 21 | Волгоградская область | Волгоград       | Волгоградский государственный университет                                | 2019 |
| 22 | Астраханская область  | Астрахань       | Астраханский государственный университет                                 | 2020 |
| 23 | Москва                | Москва          | Московский государственный технический университет имени Н. Э. Баумана   | 2023 |

В вузах преподаются экспериментальные курсы социального предпринимательства, а также внедряются образовательные программы, разработанные при участии Фонда. Предполагается включение этих программ в образовательный стандарт для обучения социальному предпринимательству на базе высшей школы.
Фонд также выступил соорганизатором одной из школ социального предпринимательства (в Сургуте).
В мае 2018 года фонд «Наше будущее» и российское общество «Знание» подписали соглашение о «распространении знаний в области социального предпринимательства».
В 2020 году фонд подписал соглашение с «Агентством сетевых инноваций», экспериментальной сетевой площадкой дополнительного, предпрофессионального и профессионального образования для школьников, организованной Российской академией образования и Федеральным институтом развития образования РАНХиГС.
Фонд оказывает всестороннюю консультационную поддержку социальным предпринимателям, спектр которой расширился после принятия в России закона о социальном предпринимательстве. С декабря 2019 года на сайте фонда действует онлайн-помощник по вступлению в реестр социальных предпринимателей. Фонд распространяет брошюры, посвящённые этому вопросу, а в апреле 2020 года проводил телефонные консультации.
Во время пандемии COVID-19 в России фонд проводил для социальных предпринимателей двухнедельный обучающий онлайн-марафон «Как перевести бизнес в онлайн».
В 2019 году фонд совместно с НИУ ВШЭ запустил программу переподготовки для социальных предпринимателей. На 2022 год обучение проходит третий поток студентов.
С 2022 года в Высшей школе менеджмента СПбГУ при поддержке фонда реализуется программа «Больше чем идея», разработанная в соответствии с положениями федеральной программы «Обучение служением» и включающая в себя летнюю школу и производственную студенческую практику.
В сентябре 2022 года на образовательной платформе Stepik был опубликован бесплатный онлайн-курс по социальному предпринимательству, разработанный экспертами фонда «Наше будущее» и РАНХиГС. Вскоре стало известно о подписании соглашения между фондом «Наше будущее» и Национальным аккредитационным советом делового и управленческого образования (НАСДОБР) о совместной разработке образовательных и профессиональных стандартов в области социального предпринимательства и социально-преобразующих проектов.
С 2023 года в МГТУ им. Н. Э. Баумана действует двухлетняя магистерская программа «Высокотехнологичное социальное предпринимательство», разработанная университетом совместно с фондом «Наше будущее». Фонд выделяет гранты на обучение по данной программе.
В декабре 2023 года фонд опубликовал на образовательной платформе Stepik бесплатный онлайн-курс «Основы маркетинга для социальных предпринимателей».
Фонд принимает участие во всероссийской образовательной программе «Обучение служением» в сотрудничестве с РАНХиГС.
В конце 2024 года фонд совместно с «Агентством социальной информации» опубликовал сводную справочную информацию об инфраструктуре поддержки социального предпринимательства в России.
В июле 2025 года было объявлено о стратегическом партнёрстве между фондом «Наше будущее» и Конкурсом инноваций в образовании (КИВО).

### Профессиональный стандарт
С 2023 года по инициативе фонда в России разрабатывался образовательный стандарт профессии «Специалист по управлению проектами социального воздействия, мониторингу, контролю и оценке социальных эффектов деятельности организаций». Разработка прошла профессионально-общественное обсуждение. Приказ Минтруда от 21.04.2025 № 266н «Об утверждении профессионального стандарта…» был подписан А. О. Котяковым 28 мая 2025 года и на следующий день опубликован на официальном интернет-портале правовой информации. Приказ вступает в силу с 1 сентября 2025 года и действует до 1 сентября 2031 года.

### Международное сотрудничество
В апреле 2016 года Фонд «Наше будущее» и Республиканская конфедерация предпринимательства (Республика Беларусь) подписали меморандум о сотрудничестве. Аналогичный меморандум был подписан в мае 2016 года с Фондом «Евразия Центральной Азии» (ФЕЦА), являющимся лидером в продвижении социального предпринимательства в Казахстане.
За пределами постсоветского пространства Фонд сотрудничает с организациями и экспертами из Великобритании, Италии, Южной Кореи, США, Германии, Китая, Сингапура. В октябре 2013 года Фонд провёл первую международную конференцию «Социальные инновации» в Москве. В октябре 2017 года состоялась вторая международная конференция «Социальные инновации: определяем будущее». Наиболее тесные контакты сложились между Фондом и Центром управления социальными предприятиями Южной Кореи.
Летом 2019 года Фонд организовал визит в Москву лауреата Нобелевской премии мира, социального предпринимателя Мухаммада Юнуса. В рамках визита состоялась пресс-конференция с подведением итогов Международного дня социального бизнеса и презентация книги Юнуса «Мир трёх нулей».

### Интернет-проекты
Фонд создал и поддерживает два тематических портала: «Новый бизнес: социальное предпринимательство» (nb-forum.ru), освещающий деятельность социальных предприятий и предпринимателей в России и в мире, а также портал «Банк социальных идей» (social-idea.ru), содержащий информацию об идеях социальных предприятий — уже реализованных или готовых к реализации.
В 2024 году фонд совместно РИА Новости запустил информационный портал «Бизнес во благо. Что нужно знать о Реестре социальных предпринимателей России».

### Исследовательская и издательская деятельность
В ноябре 2014 года был презентован каталог «Социальное предпринимательство России» на 2015 год, создание которого было поддержано фондом. 3 марта 2015 года электронная версия каталога была выложена для свободного скачивания, что впоследствии стало традицией. В январе 2016 года увидело свет второе, расширенное издание каталога, составленного по итогам 2015 года. В третье издание каталога, опубликованное в марте 2017 года, вошли 436 социальных предприятий, работающих на территории России. Фонд «Наше будущее» также поддержал выпуск каталога «Социальное предпринимательство России» на 2018 и 2019 годы.
Фонд активно сотрудничает с издательством «Альпина Паблишер». В разные годы при поддержке фонда были изданы переводы популярных книг о социальном предпринимательстве Дэвида Борнштейна, Крейга Дарден-Филлипса, Джилла Кикала и Томаса Лайонса, Лестера Саламона. В 2015 году вышло в свет пособие «Создание успешного социального предприятия» авторства Наталии Зверевой. В 2016 году при поддержке фонда была издана книга о социальном предпринимательстве в Южной Корее, а также брошюра эксперта фонда Сергея Пономарёва «Российские и американские практики поддержки социального предпринимательства».
В 2017 году фонд «Наше будущее» начал сотрудничество с издательством «Политическая энциклопедия» (РОССПЭН). Первым совместным проектом стала книга «Социально-преобразующие инвестиции. Как мы меняем мир и зарабатываем деньги» авторства Энтони Багг-Левина и Джеда Эмерсона, ведущих экспертов в области инвестиций социального воздействия.
В том же году в издательстве «Манн, Иванов и Фербер» вышла книга «Дельфины капитализма» — совместный проект фонда «Наше будущее» и лаборатории «Однажды» Дмитрия Соколова-Митрича. В книгу включены «10 историй о людях, которые сделали всё не так и добились успеха». Среди её героев: Роман Аранин («Обсервер»), Алексей Маврин («Опека»), Наталья Никитина (музей «Коломенская пастила» и «Город-музей» в Коломне), Александр Мещанкин (центр молодёжного туризма «Росомаха») и другие. В 2020 году проект был продолжен — в книгу «Дельфины капитализма 2.0» вошли истории ещё 8 успешных стартапов, среди которых «ВкусВилл», «Кнопка жизни» и «Моторика».
Летом 2018 года при поддержке фонда в издательстве «Эксмо» вышла книга Роджера Мартина и Салли Осберг «Выходя за рамки лучшего: Как работает социальное предпринимательство». Предисловие к русскому изданию написала директор фонда «Наше будущее» Наталия Зверева.
В конце 2019 года фондом, при поддержке Министерства экономического развития Российской Федерации, была опубликована в открытом доступе книга «Атлас практик развития социального предпринимательства субъектами РФ», авторства Н. И. Зверевой. На 2020 год запланировано издание печатной версии книги.
В 2020 году фонд «Наше будущее» совместно с НИУ ВШЭ провёл и обнародовал исследование «Мировой опыт развития импакт-инвестиций». В исследовании, длившемся 11 месяцев, был проанализирован и обобщён опыт 17 стран в области социального предпринимательства и импакт-инвестиций.
Осенью 2020 года при поддержке фонда в издательстве «Эксмо» вышла книга эксперта в области импакт-инвестиций Морган Саймон «Реальное воздействие. Как инвестиции помогают построить лучший мир».
Весной 2021 года были опубликованы результаты экспертного исследования «Социальное предпринимательство в России: перспективы развития», проведённого исследовательской группой «Циркон» при финансовой поддержке фонда «Наше будущее».
В 2021 году фонд стал партнёром первой литературной премии журнала Forbes «Герои социальных перемен. Современная литература о благотворительности и социальном предпринимательстве». 1 марта 2022 года состоялось награждение победителей премией I—III степени.
В начале 2023 года фонд опубликовал сборник методических материалов «Производство и размещение социальной рекламы социальными предприятиями». Пособие было разработано экспертами Фонда развития медиапроектов и социальных программ Gladway по заказу фонда «Наше будущее».
В сентябре 2023 года специалисты организации осуществили и опубликовали перевод на русский язык практического пособия по социальному предпринимательству «Влияй по максимуму». Авторы руководства: представители институтов и организаций Эстонии, Турции и Великобритании.

## Признание
В 2015 году фонд был награждён дипломом Торгово-промышленной палаты России за вклад в развитие наставничества в предпринимательстве в России.
В декабре 2018 года фонд и директор Наталия Зверева были удостоены диплома XXV Выставки-ярмарки народных художественных промыслов России «Ладья» за сохранение и продолжение традиций отечественной культуры, преданность народному творчеству, высокое профессиональное мастерство и активное участие в программе выставки-ярмарки.
В 2020 году фонд «Наше будущее» занял 3 место в рейтинге Forbes «20 лучших благотворительных фондов богатейших россиян». Годом ранее фонд находился в том же рейтинге на 8-й позиции. В 2021 году Forbes опубликовал рейтинг в третий раз, и фонд «Наше будущее» занял в нём 6 строку, набрав 63,8 баллов из 100 возможных. Учредителю фонда Вагиту Алекперову была вручена премия «Филантроп года» за поддержку социального предпринимательства. В 2022 году фонд «Наше будущее» снова занял 6-е место в рейтинге Forbes, при этом критерии экспертных оценок были переработаны, наиболее высокие оценки фонд получил в показателях «стратегия и системный подход работы организации» и «открытость информации о деятельности». В 2023 году фонд «Наше будущее» вновь вошёл в «десятку» рейтинга.
В 2021 году фонд «Наше будущее» был удостоен EVPA Data Transparency Label 2021 («Знака прозрачности данных» от Европейской ассоциации венчурной филантропии) «за активное участие в исследованиях».
В марте 2022 года в рамках благотворительной программы поддержки медицинских работников и волонтёров «Союз. Помощь» фонду «Наше будущее» был вручён диплом «за вклад в решение социальных проблем, возникших вследствие пандемии коронавируса».
В июле 2022 года фонд получил от Форума доноров (ассоциации крупнейших грантодающих организаций России) диплом за формирование экосистемы социального предпринимательства.
В декабре 2022 года фонд был удостоен премии «Позитивные изменения 2022» от «Фабрики позитивных изменений» в номинации «Развитие практики внедрения оценки социальных проектов» с формулировкой «За систематизацию методик и программ в сфере оценки социально-экономической эффективности деятельности социальных предприятий и импакт-инвесторов».
В 2023 году программа фонда «#ЯМеняюМир» заняла II место в номинации «Лучший PR-проект в некоммерческом секторе» на конкурсе «Пресс-служба года».
В 2023 году совместная программа фонда «Наше будущее» и Минфина «Аксель. Соцзаказ» стала лауреатом конкурса «Лучшие социальные проекты России» в категории «Образование и наука».
В 2024 году портал «Новый бизнес. Социальное предпринимательство» удостоен награды «Лучшие социальные проекты России» в номинации  «Медиапроекты по поддержке социальных инициатив и ESG-практик». В номинации «Поддержка малого и среднего бизнеса» награды удостоен партнёрский дом «Больше, чем покупка».